# Pedro Moreno
|  | Aquest article tracta sobre el dissenyador de vestuari, escenògraf i dibuixant espanyol. Si cerqueu l'actor i model cubà, vegeu «Pedro Moreno (actor)». |

Pedro Moreno (Madrid; 1942) és un dissenyador de vestuari, escenògraf i dibuixant espanyol.

## Biografia
Nascut a Madrid, va estudiar Belles arts en la Reial Acadèmia de Belles Arts de Sant Ferran i antropologia a La Sorbona de París. Pensava dedicar-se a l'ensenyament i va començar a treballar com a mestre en un centre de protecció de menors, però en els anys 1960 es va orientar cap al disseny de alta costura de la mà del modista Elio Bernhayer, amb el qual va treballar fins a mitjan anys 1980. Amb el declivi de l'alta costura i l'auge del prêt-à-porter, va abandonar el món de la moda i va optar pel disseny de vestuari de teatre.
Si bé va realitzar algunes escenografias, la seva carrera s'ha centrat en la creació de vestuari per a òpera, sarsuela, dansa, ballet i sobretot teatre, on va començar treballant amb el director José Carlos Plaza per a després col·laborar amb grans noms de l'escena espanyola com José Luis Alonso, José Tamayo o Guillermo Heras. El vestuari que va crear per al muntatge de Pelo de tormenta, de Francisco Nieva i direcció de Juan Carlos Pérez de la Fuente, li va valer el premi Max La seva primera incursió al cinema va ser com a director artístic de la pel·lícula La noche más larga (1981), de José Luis García Sánchez. El 1996 el seu disseny del vestuari d' El perro del hortelano, de Pilar Miró, li va valer un Premi Goya el 1997. El mateix any es va encarregar del vestuari de Tu nombre envenena mis sueños, El 1999, va obtenir el seu segon premi Goya pel vestuari de la pel·lícula Goya en Burdeos de Carlos Saura, realitzador amb el que va tornar a col·laborar a Salomé el 2002, i a l'òpera Carmen.
Entre els seus últims treballs destaquen el disseny del vestuari de la pel·lícula Caníbal (2013), de Manuel Martín Cuenca, pel que va ser candidat als premis Goya 2014; el vestuari del muntatge teatral Hécuba, d'Eurípides, dirigida per José Carlos Plaza, o el vestuari de l'espectacle El Sur, homenaje a Enrique Morente, creat pel Víctor Ullate Ballet.
Pedro Moreno es dedica també a la docència. Va ser professor del Centre Superior de Disseny de Moda de Madrid (CSDMM - Universitat Politècnica de Madrid) i és coordinador del curs de disseny de vestuari de la ECAM, Escola de Cinematografia i de l'Audiovisual de la Comunitat de Madrid.
Se l'ha definit com a poeta de l'estilisme, a més d'artesà i mestre, i se li situa entre els grans del figurinisme espanyol al costat de Vitín Cortezo, Vicente Viudes, Miguel Narros o Francisco Nieva.
Al juliol de 2010, coincidint amb la publicació d'una retrospectiva sobre tota la seva carrera, el Museu Nacional del Teatre li va rendir un homenatge en el marc del Festival Internacional de Teatre Clàssic que se celebra cada estiu a Almagro.

## Premis
- 1997, Goya al millor disseny de vestuari[15] (El perro del hortelano, de Pilar Miró)
- 1998, premis Max de les arts escèniques al millor figurinista[16] (Pelo de tormenta, de Francisco Nieva, direcció de Juan Carlos Pérez de la Fuente)
- 2000, Goya al millor disseny de vestuari[17] (Goya en Burdeos, de Carlos Saura)
- 2004, Premi Adrià Gual de Figurinisme[18] (Yerma, espectacle de flamenc amb Cristina Hoyos, direcció de José Carlos Plaza)
- 2012, Premi Lorenzo Luzuriaga, concedit per la Federació de Treballadors d'Ensenyament de UGT[19]
- 2015, Premio Nacional de Teatro.[20]